# Linus Bäckström
Knut Gunnar Linus Bäckström, född 31 oktober 1989 i Grava, är en svensk professionell tävlingsdansare i Linedance.
Han började dansa i början på 2001 och tävlade för första gången tidig vår 2003, i Danmark där han kom på en andra plats.

## Världsmästartitlar
- Classic Line Intermediate Open Male 2008
- Classic Line Advanced Open Male 2009
- ProAm Intermediate Open Male 2009 (med Siobhan Dunn)

Han äger dessutom ett flertal andra titlar, till exempel Svensk Mästare, Norsk Mästare, Engelsk Mästare osv.